# Telecontrollo
Con il termine Telecontrollo si definisce genericamente una soluzione di automazione che prevede la supervisione mediante un software e la raccolta dei dati tramite una rete di apparati e strumenti geograficamente distribuiti su un impianto anche complesso.  

## Descrizione
Il Telecontrollo può limitarsi alla lettura di un dato a distanza, operazione detta monitoraggio, o prevedere anche la modifica dello stato di un sistema remoto attraverso attuatori, operazione detta regolazione. È necessaria la presenza di un centro di controllo e supervisione, in casi complessi possono essere più di uno e gerarchicamente connessi, per l'elaborazione dei dati che provengono dagli apparati in campo: sensori, attuatori, trasduttori che sono dislocati sull'impianto al fine di renderli fruibili ad un operatore. 
Il Telecontrollo si basa sullo scambio di informazioni tra una periferia e un centro di controllo, quindi un ruolo importante viene svolto dall'infrastruttura di comunicazione che si può realizzare attraverso diversi supporti fisici come la fibra ottica, vettori radio e rete telefonica. Allo scopo di acquisire e demandare i dati sono invece deputate le Remote Terminal Unit (RTU) o Programmable logic controller (PLC). Si tratta di apparecchiature elettroniche periferiche dotate di una intelligenza locale e in grado di compiere elaborazioni.

## Applicazioni
Le applicazioni possibili del Telecontrollo sono diverse. Solo per citare alcuni esempi: 
- Teleriscaldamento
- Meetering: telelettura e telegestione
- Controllo del carico elettrico: approccio efficace per la gestione dei consumi
- Impianti acquedottistici e di depurazione acque reflue
- Semafori e viabilità
- Controllo del livelli degli inquinanti
- Automazione degli edifici
- Illuminazione Pubblica